# Khura Buri (huyện)
Khura Buri (tiếng Thái: คุระบุรี) là một huyện (amphoe) ở tỉnh Phang Nga miền nam Thái Lan.

## Địa lý
Huyện này nằm ở bờ biển Andaman, là huyện cực bắc tỉnh Phang Nga. Các huyện giáp ranh (từ phía bắc theo chiều kim đồng hồ) là Suk Samran (tỉnh Ranong), Ban Ta Khun và Phanom của tỉnh Surat Thani, và Takua Pa về phía nam.
Về phía nam của Huyện là Vườn quốc gia Si Phang-nga.  Các đảo Simila,  các đảo Surin, và  các đảo Ra và Phra Thong.

## Lịch sử
Ban đầu, đây là huyện thủ phủ của tỉnh Takua Pa, tên là Amphoe Mueang Takua Pa. Năm 1913, tỉnh lỵ đã được dời đến nơi ngày nay là thị xã Takua Pa, huyện đã được đổi tên thành Ko Kho Khao theo tambon trung tâm. Năm sau đó, huyện đã được đổi tên thành Pak Nam, which was undone Năm 1917. Huyện này đã được hạ xuống thành tiểu huyện (King Amphoe) ngày 1 tháng 9 năm 1938. Khi trụ sở huyện được dời đến tambon Khura ngày 22 tháng 10 năm 1968, huyện đã được đổi tên thành Khura Buri. Ngày 8 tháng 8 năm 1975, đơn vị này đã được nâng lên thành huyện (amphoe).
Tambon Ko Kho Khao, ban đầu là trung tâm của huyện, đã được chuyển sang huyện  Takua Pa ngày 28 tháng 12 năm 1988.

## Hành chính
Huyện Khura Buri được chia ra thành 4 phó huyện (tambon), các đơn vị này lại được chia ra thành 33 làng (muban). Khuraburi là thị trấn (thesaban tambon) và nằm trên một số khu vực của tambon Khura và Mae Nang Khao. Mỗi tambon don một Tổ chức hành chính tambon quản lý. 
| \| STT \| Tên \| Tên tiếng Thái \| Số làng \| Dân số \| \| \| 1. \| Khura \| คุระ \| 12 \| 11,572 \| \| \| 2. \| Bang Wan \| บางวัน \| 9 \| 6,717 \| \| \| 3. \| Ko Phra Thong \| เกาะพระทอง \| 4 \| 998 \| \| \| 5. \| Mae Nang Khao \| แม่นางขาว \| 8 \| 4,021 \| \| | Map of Tambon |                |         |        |  |
| STT | Tên           | Tên tiếng Thái | Số làng | Dân số |  |
| 1. | Khura         | คุระ            | 12      | 11,572 |  |
| 2. | Bang Wan      | บางวัน          | 9       | 6,717  |  |
| 3. | Ko Phra Thong | เกาะพระทอง     | 4       | 998    |  |
| 5. | Mae Nang Khao | แม่นางขาว       | 8       | 4,021  |  |

Số 4 là tambon Ko Kho Khao đã được chuyển sang Takua Pa.